# La Monselie
La Monselie är en kommun i departementet Cantal i regionen Auvergne-Rhône-Alpes i mitten av Frankrike. Kommunen ligger  i kantonen Saignes som ligger i arrondissementet Mauriac. År 2022 hade La Monselie 119 invånare.

## Befolkningsutveckling
Antalet invånare i kommunen La Monselie
Referens:INSEE